# Smaïl Mekki
Pour les articles homonymes, voir Mekki.
Smaïl Mekki, né le 14 janvier 1950 à M'Sila en Algérie, et mort le 2 octobre 2016 à Argenteuil, est un acteur français d'origine algérienne.

## Biographie
Né en Algérie, Smaïl Mekki arrive en France trois mois après sa naissance. À vingt ans, il débute au théâtre auprès du poète José Valverde, qui dirige alors le Théâtre Gérard Philipe de Saint-Denis.
Au sein de la compagnie de Daniel Bazilier, il se produit dans plusieurs pièces du Théâtre de la Jeunesse pour le Théâtre Gérard Philipe de Saint-Denis. On le voit plus tard dans Les Rustres de Carlo Goldoni, L'Ambassade de Sławomir Mrożek, dans une mise en scène signée Laurent Terzieff, ou La tour de Nesle d’Alexandre Dumas, mis en scène par Claude Santelli.
Au cinéma, il joue des rôles secondaires sous la direction, notamment, de Bernard Giraudeau, Olivier Assayas ou Bertrand Tavernier. En 1992, il interprète Ben Rock, dans le film homonyme réalisé par Richard Raynal, le seul rôle principal de sa carrière à l’écran.
Pour la télévision, il tourne dans de nombreux téléfilms et apparaît dans des épisodes de séries à succès comme Les Cordier, juge et flic, Nestor Burma, Julie Lescaut ,Commissaire Magellan et Joséphine, ange gardien. Ses rôles récurrents dans les séries Groupe flag, Préjudices et surtout Famille d'accueil en font un visage familier des téléspectateurs.
Depuis les années 1990, il habite dans le quartier parisien de Montmartre.
Il meurt à Argenteuil, le 2 octobre 2016, emporté par un cancer.
Le 24 février 2017, lors de la 42e cérémonie des Césars, un hommage avec sa photo lui est rendu. Il s'agit de l'un des seuls hommages rendus à l'acteur à travers les médias.

## Filmographie
Sauf indication contraire, les informations mentionnées dans cette section peuvent être confirmées par les bases de données cinématographiques IMDb et Allociné,  présentes dans la section « Liens externes ».

### Cinéma

#### Longs métrages
- 1984 : Train d'enfer de Roger Hanin
- 1985 : Urgence de Gilles Béhat
- 1987 : Flag de Jacques Santi : Muller
- 1990 : Le Silence d'ailleurs de Guy Mouyal : Mostephe
- 1991 : Toubab Bi de Moussa Touré : l'individu du restaurant chic
- 1991 : L’Autre de Bernard Giraudeau : Kamel
- 1992 : Ben Rock de Richard Raynal : Ben Rock
- 1992 : L.627 de Bertrand Tavernier : Miloud
- 1994 : L'Eau froide d'Olivier Assayas : Mourad
- 1996 : Les caprices d'un fleuve de Bernard Giraudeau : le maître des langues
- 1996 : Irma Vep d’Olivier Assayas : Kermor
- 2001 : Pas d'histoires!, segment Le vigneron français de Christophe Otzenberger : Farid
- 2002 : Le Défi de Blanca Li[réf. nécessaire]
- 2002 : La Mentale de Manuel Boursinhac : le Syrien
- 2002 : Aram de Robert Kechichian  : Fodil
- 2005 : Ze film de Guy Jacques : le père de Karim
- 2008 : La Bande à Baader (Der Baader Meinhof Komplex) d’Uli Edel : Abu Hassan
- 2008 : Clown (Pa-ra-da), de Marco Pontecorvo : l’oncle de Miloud
- 2011 : Les Hommes libres d’Ismaël Ferroukhi : le médecin chef

#### Courts métrages
- 1994 : Roulette russe de Pierre Renard
- 1995 : Soigneurs dehors! de Pascal Deux : Smao
- 1997 : Tout le monde descend de Laurent Bachet : Eric
- 1999 : Aïd El Kabîr de Karin Albou
- 2000 : Un arabe ouvert d’Hervé Lasgouttes : Mehdi
- 2000 : Delayed de Leo Karmann : Nassim Malrawi

### Télévision

#### Téléfilms
- 1980 : Le Neveu de Rameau de Claude Santelli
- 1993 : Le Sang des innocents de Miguel Courtois
- 1996 : Notre homme d'Elisabeth Rappeneau : Nourredine
- 1996 : La Peau du chat de Jacques Otmezguine : le patron du bistrot
- 1997 : Le Grand Batre de Laurent Carcélès : Sélim
- 1998 : La Poursuite du vent de Nina Companeez : Fred
- 2000 : L'Algérie des chimères de François Luciani : Moktar
- 2001 : Un pique-nique chez Osiris de Nina Companeez : Joseph
- 2005 : L'Arbre et l'oiseau de Marc Rivière : Morad
- 2005 : Le Meilleur commerce du monde de Bruno Gantillon : Momo
- 2006 : Sois le meilleur de Christophe Barraud : le père de Latifa
- 2006 : Du goût et des couleurs de Michaëla Watteaux : Kader
- 2008 : Fortunes de Stéphane Meunier : Kamel Béchéri
- 2009 : Garçon manqué de David Delrieux
- 2011 : Quand vient la peur d'Elisabeth Rappeneau : Farid
- 2011 : Furieuse de Malik Chibane : le père de Faïza
- 2014 : L'Esprit de famille de Frédéric Berthe : le dermatologue
- 2015 : Meurtres à La Rochelle d'Étienne Dhaene : Marwan Brakimi

#### Séries télévisées
2002 : Julie Lescaut, épisode Secrets d'Enfants de Dominique Tabuteau : Docteur Belkacem 
- 1986 : Messieurs les jurés, épisode L'Affaire Kerzaz de Michèle Lucker : Nacer Berchiche
- 1987 : Maguy, épisode Le Coffre effort : L'inspecteur de police
- 1993 : Antoine Rives, juge du terrorisme, épisode Action rouge de Gilles Béhat : Tidiane
- 1993 : Tous les garçons et les filles de leur âge, épisode La Page blanche d'Olivier Assayas : Mourad (sortie au cinéma sous le titre L'Eau froide)
- 1996 : Les Cordier, juge et flic, épisode Affaires de femmes de Christiane Lehérissey : Bensadek
- 1997 : Inspecteur Moretti, épisode La Maison brûlée de Gilles Béhat : Rachid
- 1997 : PJ, épisode Racket de Gérard Vergez : Vincent Monsieur Majri
- 1998 : Commandant Nerval, épisode Frères ennemis : Chachin
- 1998 : Nestor Burma, épisode Burma et la belle de Paris de Philippe Venault : Moustapha
- 2001 : Avocats et Associés, épisode Le Démon de minuit d’Alexandre Pidoux : Charif
- 2002 : Regards d'enfance, épisode L’Affaire père et fils de Philippe Bérenger : Béchir
- 2002 : Sami, le pion de Patrice Martineau et Olivier Guignard : Ali
- 2002-2005 : Les Enquêtes d'Éloïse Rome, 17 épisodes : Jacques Lasry
  - 2002 : D'une valeur inestimable d’Edwin Baily
  - 2002 : Inséparable d’Edwin Baily
  - 2002 : Bête fauve de Didier Le Pêcheur
  - 2002 : L’Intention qui compte d’Edwin Baily
  - 2002 : S.K. de Didier Le Pêcheur
  - 2002 : Qui a tué Lili ? de Didier Le Pêcheur
  - 2003 : Le Protecteur de Christophe Douchand
  - 2003 : Joanna est revenue de Christophe Douchand
  - 2003 : Prise de tête de Vincent Monnet
  - 2003 : Les guêpes de Vincent Monnet
  - 2003 : Rumeur fatale de Vincent Monnet
  - 2003 : Par accident de Christophe Douchand
  - 2005 : Les Feux de l’enfer de Christophe Douchand
  - 2005 : Coup de main de Christophe Douchand
  - 2005 : Lieutenant Casanova de Christophe Douchand
  - 2005 : Cinq de cœur de Christophe Douchand
  - 2005 : La Vipère de Christophe Douchand
- 2002-2008 : Groupe flag, 22 épisodes : Samir
  - 2002 : Premier Flag d’Éric Summer
  - 2002 : Chèque en noir d’Éric Summer
  - 2002 : Voler n’est pas jouer d’Éric Summer
  - 2002 : La Voiture bélier d’Éric Summer
  - 2004 : Réaction en chaîne d’Étienne Dhaene
  - 2004 : Les Marchands de sommeil d’Étienne Dhaene
  - 2004 : Vidéo surveillance d’Étienne Dhaene
  - 2004 : Abus de confiance d’Étienne Dhaene
  - 2004 : Sous influence d’Étienne Dhaene
  - 2004 : Mauvais Genre d’Étienne Dhaene
  - 2005 : Jeux d’enfants d’Étienne Dhaene
  - 2005 : Domino d’Étienne Dhaene
  - 2005 : Dans les règles de l’art d’Étienne Dhaene
  - 2005 : Vrai ou faux d’Étienne Dhaene
  - 2005 : L’Âge de tous les dangers d’Étienne Dhaene
  - 2005 : Pas de fumée sans feu d’Étienne Dhaene
  - 2008 : Garde à vue de Michel Hassan
  - 2008 : Haute protection de Michel Hassan
  - 2008 : Promenade de santé de Michel Hassan
  - 2008 : À l’aube d’un braquage de Michel Hassan
  - 2008 : Accusé de réception de Michel Hassan
  - 2008 : Hyper traffic de Michel Hassan
- 2003-2014 : Famille d'accueil, 66 épisodes : Khaled
  - 2003 : Mauvaise graine de Daniel Janneau
  - 2004 : Un long silence de Daniel Janneau
  - 2004 : Le secret de Lulu d’Alain Wermus
  - 2004 : À 1000 mètres du bonheur d’Alain Wermus
  - 2004 : Emma de Bruno Bontzolakis
  - 2005 : Instinct de vie de Bruno Bontzolakis
  - 2005 : La grande fille d’Alain Wermus
  - 2005 : Née sous X d’Alain Wermus
  - 2005 : Soupçons de Bruno Bontzolakis
  - 2006 : Le petit du coucou de Bruno Bontzolakis
  - 2006 : Le témoin de Marion Sarraut
  - 2006 : Les bottes de sept lieues de Marion Sarraut
  - 2006 : La mauvaise pente de Bruno Bontzolakis
  - 2007 : Malentendu de Bruno Bontzolakis
  - 2007 : Une bouteille à la mer d’Antoine Lorenzi
  - 2007 : Hugo de Marion Sarraut
  - 2008 : La face cachée de la lune d’Antoine Lorenzi
  - 2008 : Une vie rêvée de Franck Buchter
  - 2008 : Qui sème le vent de Franck Buchter
  - 2008 : Âge tendre d’Alain Wermus
  - 2008 : Dommage collatéral d’Alain Wermus
  - 2008 : Beau-père d’Alain Wermus et Franck Buchter
  - 2008 : Le Plus Beau Jour de ma vie d’Alain Wermus
  - 2008 : Fille de personne d’Alain Wermus
  - 2008 : Terre d’accueil d’Alain Wermus
  - 2009 : Demain peut-être de Franck Buchter
  - 2009 : À la vie à la mort de Franck Buchter
  - 2010 : L’autre peine de Bertrand Arthuys
  - 2010 : Un monde parfait de Bertrand Arthuys
  - 2010 : Chat de gouttière de Bertrand Arthuys
  - 2010 : En milieu ordinaire de Bertrand Arthuys
  - 2010 : Ma mère à moi de Bertrand Arthuys
  - 2010 : Enfant sans frontière d’Alain Wermus
  - 2011 : Clair de ronde de Patrick Michel
  - 2011 : Hors jeu de Bertrand Arthuys
  - 2011 : Alerte enlèvement, 1re partie de Bertrand Arthuys
  - 2011 : Alerte enlèvement, 2e partie de Bertrand Arthuys
  - 2011 : Bad Girl de Pascale Dallet
  - 2011 : Sortir de l’ombre de Pascale Dallet
  - 2011 : Pimprenelle de Pascale Dallet
  - 2011 : Une vraie famille de Pascale Dallet
  - 2012 : Le Cadet de mes soucis d’Alain Wermus
  - 2012 : Vue sur Internet d’Alain Wermus
  - 2012 : Nage libre d’Alain Wermus
  - 2012 : Ying et Yang d’Alain Wermus
  - 2012 : No Life de Dominique Tabuteau
  - 2012 : Mal de mer de Dominique Tabuteau
  - 2012 : Esprit de corps de Dominique Tabuteau
  - 2012 : Un diamant brut de Dominique Tabuteau
  - 2012 : Retour d’affection de Philippe Olari
  - 2012 : Une petite héroïne de Philippe Olari
  - 2013 : Akecheta de Véronique Langlois
  - 2013 : Faux Semblants de Véronique Langlois
  - 2013 : Justice de Véronique Langlois
  - 2013 : Justice, 2e partie de Véronique Langlois
  - 2013 : Prête à tout de Véronique Langlois
  - 2013 : Le Jugement de Salomon
  - 2013 : Le Choix de Justine d’Alain Wermus
  - 2013 : Sauvageon d’Alain Wermus
  - 2013 : Alléluia ! d’Alain Wermus
  - 2013 : Mémoire sélective d’Alain Wermus
  - 2013 : Le Pays d’où je viens, 1re partie de Philippe Olari
  - 2013 : Le Pays d’où je viens, 2e partie de Philippe Olari
  - 2014 : Lolita de Claire de la Rochefoucauld
  - 2014 : La Griffe du léopard de Claire de la Rochefoucauld
  - 2014 : Cœur à prendre de Claire de la Rochefoucauld
- 2004 : Julie Lescaut, épisode Secrets d'enfant de Dominique Tabuteau : Belkacem
- 2004 : Le tuteur, épisode Quand revient le printemps de José Pinheiro : Hassan
- 2004 :  Jeff & Léo, Flics et jumeaux, épisode  Le Mystère des bijoux d’Olivier Guignard : le Capitaine Marlier
- 2006 : Préjudices, 115 épisodes de Frédéric Berthe : Nacer Bessa
- 2006 : Fête de famille, 3 épisodes de Lorenzo Gabriele : le chauffeur de taxi
  - 2006 : Joyeux anniversaire
  - 2006 : Tout va très très bien
  - 2006 : L’Envie qui remonte
- 2007 : La Prophétie d'Avignon, 4 épisodes de David Delrieux : le père de Mehdi
- 2008 : RIS police scientifique, épisode Eaux profondes de Gilles Béhat : Faoud Zerhouni
- 2008 : Fortunes, épisode La Thune de l'Argentine : Kamel Béchéri
- 2010 : Alice Nevers, le juge est une femme, épisode Risque majeur de François Velle : le patron du kebab
- 2012 : Joséphine, ange gardien, épisode Yasmina de Sylvie Ayme : Azzedine Bouazid
- 2013-2015 : Commissaire Magellan, 5 épisodes : Nabil
  - 2013 : Chasse gardée d’Étienne Dhaene
  - 2014 : L’Épreuve du feu d’Emmanuel Rigaut
  - 2015 : Radio Saignac d’Emmanuel Rigaut
  - 2015 : Jeu, set et meurtres d’Étienne Dhaene
  - 2015 : Grand Large de François Guérin

## Théâtre
Sauf indication contraire ou complémentaire, les informations mentionnées dans cette section peuvent être confirmées par la base de données Les Archives du spectacle.
- 1970 : Jusqu’à minuit, mise en scène Claude Santelli, Théâtre Gérard Philipe de Saint-Denis
- 1971-1972 : 20 000 lieues sous les mers d’après Jules Verne, adaptation Pierre Gamarra, mise en scène Daniel Bazilier, Théâtre Gérard Philipe de Saint-Denis
- 1973-1974 : En passant sous la Louisiane, de Pierre Gamarra, mise en scène Daniel Bazilier, Théâtre Gérard Philipe de Saint-Denis
- 1975-1976 : Au pays de l'or blanc de Daniel Bazilier et Patricia Giros, mise en scène Daniel Bazilier, Théâtre Gérard Philipe de Saint-Denis
- 1977-1978 : Demeter couronnée, mise en scène Daniel Bazilier, Théâtre Gérard Philipe de Saint-Denis
- 1978 : Les Rustres de Carlo Goldoni, mise en scène Claude Santelli, théâtre de la Michodière
- 1978 : Nous ne connaissons pas la même personne de François-Marie Banier, mise en scène Pierre Boutron, Théâtre Édouard VII
- 1979 : Les amours de Jacques le Fataliste d'après Denis Diderot
- 1981-1982 : Messes basses pour Mousba de Gérard Arseguel, mise en scène Gilbert Lyon
- 1981-1982 : Jason et les Argonautes d'après Apollonios de Rhodes
- 1981-1982 : Descharges, mise en scène Gilbert Lyon
- 1981-1982 : Tom et Mousse, mise en scène Gilbert Lyon
- 1983-1984 : L'Ambassade de Sławomir Mrożek, mise en scène Laurent Terzieff
- 1986-1987 : La tour de Nesle d’Alexandre Dumas, mise en scène Claude Santelli, Nouveau Carré Silvia Monfort
- 1998 : Le 6e ciel de Louis-Michel Colla, mise en scène Jean-Luc Moreau, Théâtre Saint-Georges, en tournée
- 2009 : Une diva à Sarcelles de Virginie Lemoine, mise en scène de l’auteur, Comédie Bastille